# Meragisa nicolasi
Meragisa nicolasi är en fjärilsart som beskrevs av William Schaus 1939. Meragisa nicolasi ingår i släktet Meragisa och familjen tandspinnare. Inga underarter finns listade i Catalogue of Life.